# Col du Pourtalet
Pour les articles homonymes, voir Pourtalet.
Le col du Pourtalet est un passage frontalier entre la France (sur la commune de Laruns) et l'Espagne, entre la vallée d'Ossau et la vallée de Tena.

## Toponymie
Le toponyme col du Pourtalet associe le mot français « col » au diminutif pourtalet du gascon pòrt (« col, passage ») et constitue donc un toponyme pléonastique.

## Géographie
Situé à une altitude de 1 794 m, il surplombe le cirque d'Anéou et offre une magnifique vue sur le pic du Midi d'Ossau.
Le col du Pourtalet est un point de départ pour diverses excursions dans les montagnes environnantes. La neige y est régulièrement présente de fin octobre à fin mai.

## Histoire

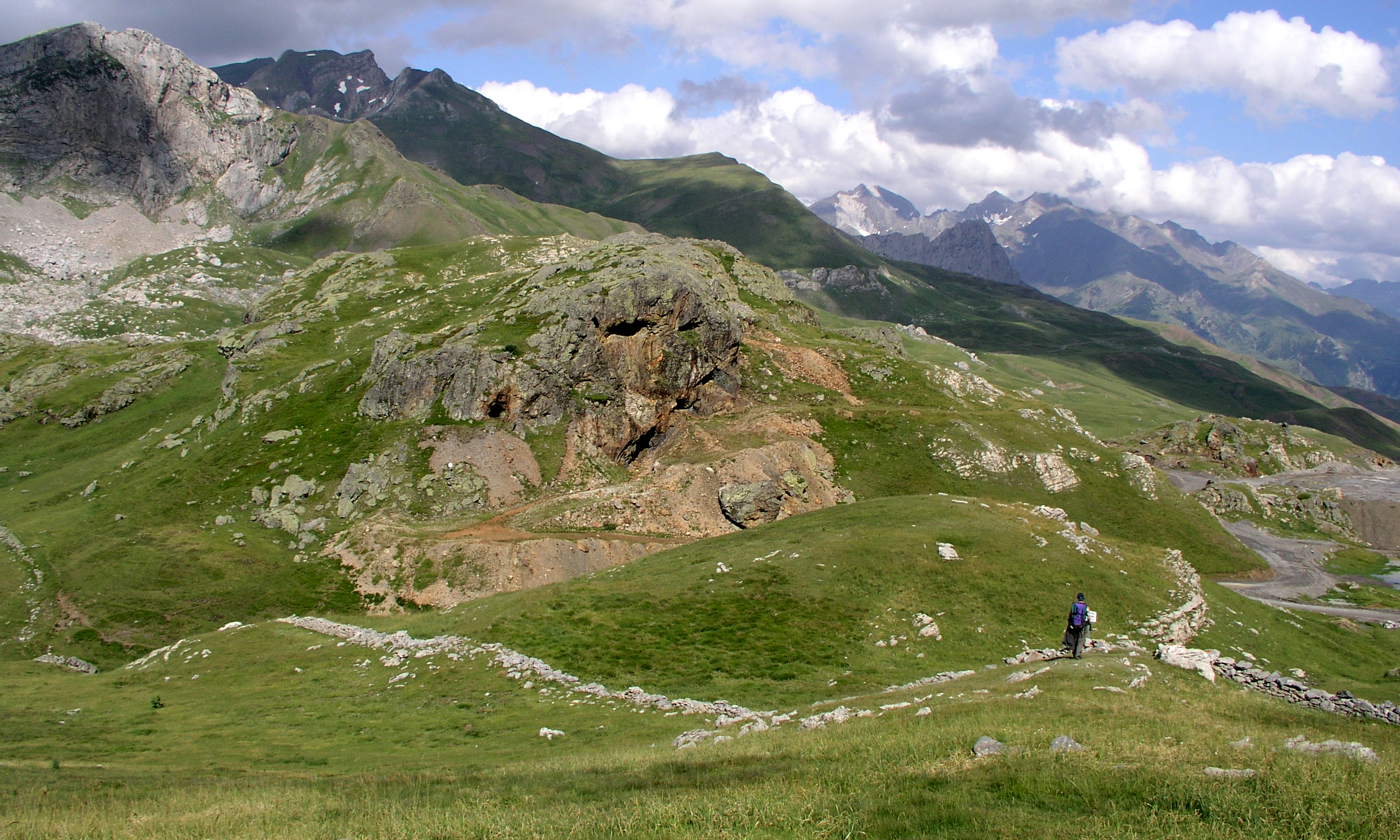
Mines de fluorine du col du Pourtalet. Au premier plan, le mur de pierres matérialise la frontière ; les mines se trouvent de l'autre côté en Espagne.

Col pyrénéen important, il fut fréquemment utilisé par le passé pour le passage des hommes, du bétail et des marchandises.
Subsiste l'ancien poste frontière qui est actuellement mis à disposition chaque hiver pour une équipe franco-espagnole de déneigement.
Il existe des vestiges d'anciennes mines, côté espagnol et côté français, qui ont notamment servi à extraire de la fluorine.
Le 3 mai 2023, un très gros éboulement s'est déroulé sur la route D934, à 5 km du col du Pourtalet et de la frontière franco-espagnole. La route a été fermée et de très gros travaux vont être nécessaires pour purger la montagne des risques de chutes de pierres. Les impacts touristiques et économiques sont importants : plus d'accès dans les deux sens (impacts sur le train d'Artouste, les villages français et espagnols), plus de possibilité pour les bergers français d'atteindre les estives du cirque d'Anéou, quasi-fermeture des commerces de part et d'autre de la frontière (dont les ventas).

## Activités

### Économie

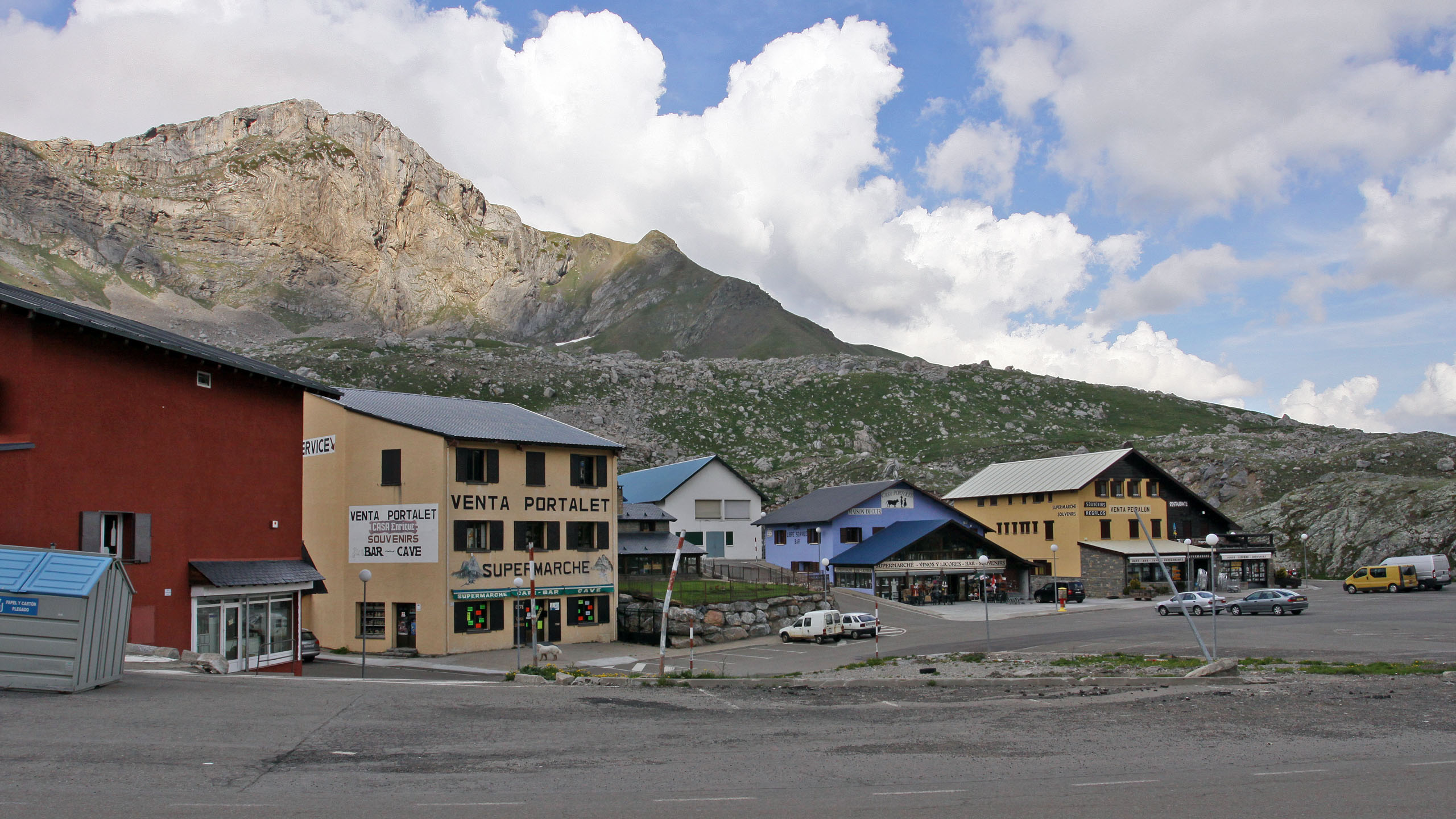
Commerces au col.

Côté espagnol sont implantés plusieurs magasins (nommés ventas). Du fait de la différence entre les taxes françaises et espagnoles, de nombreux Français viennent ainsi s'approvisionner, notamment en alcool (Pernod-Ricard a d'ailleurs créé une affiche publicitaire spéciale pour les ventes au Pourtalet) ou en tabac, moins chers de l'autre côté de la frontière.

### Cyclisme
Le col du Pourtalet a été franchi une seule fois par le Tour de France, en 1991, lors de la 13e étape entre Jaca et Val-Louron. Le Belge Peter De Clercq y est passé en tête.
Une ascension du col du Pourtalet avait été programmée lors de la 6e étape de la Vuelta 2020 mais le passage de ce col fut annulé et l'étape modifiée en raison de l'interdiction du passage en France à la suite de la recrudescence de la pandémie de Covid-19. En fin de compte, il est franchi en 3e catégorie lors de la 13e étape du Tour d'Espagne 2023 ; le Français Romain Bardet le passe en tête.

### Radar d'avalanche
Ce col est important pour accéder à la station de ski espagnole d'Aramón Formigal, qui est située près de la frontière. Or, la route D934 subissait parfois des perturbations de circulation, à cause du risque d'avalanche. Dans l'optique d'éviter trop souvent la fermeture du col, un radar qui avait été développé en Suisse fut installé en 2020. La surveillance pour six couloirs sur huit est automatique et, en cas de détection, le système signale et fait fermer automatiquement la route. Durant la saison 2020-2021, le radar détecta huit avalanches spontanées.